# Jean Volders

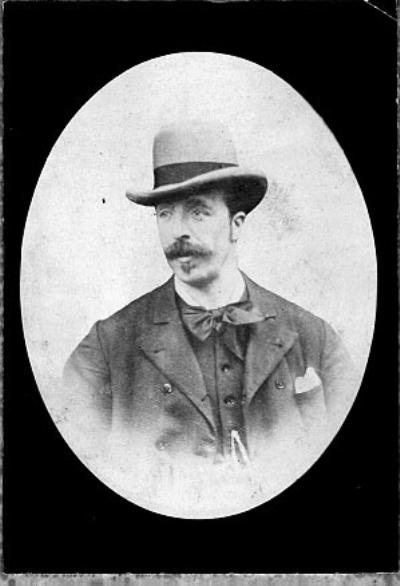
Jean Volders

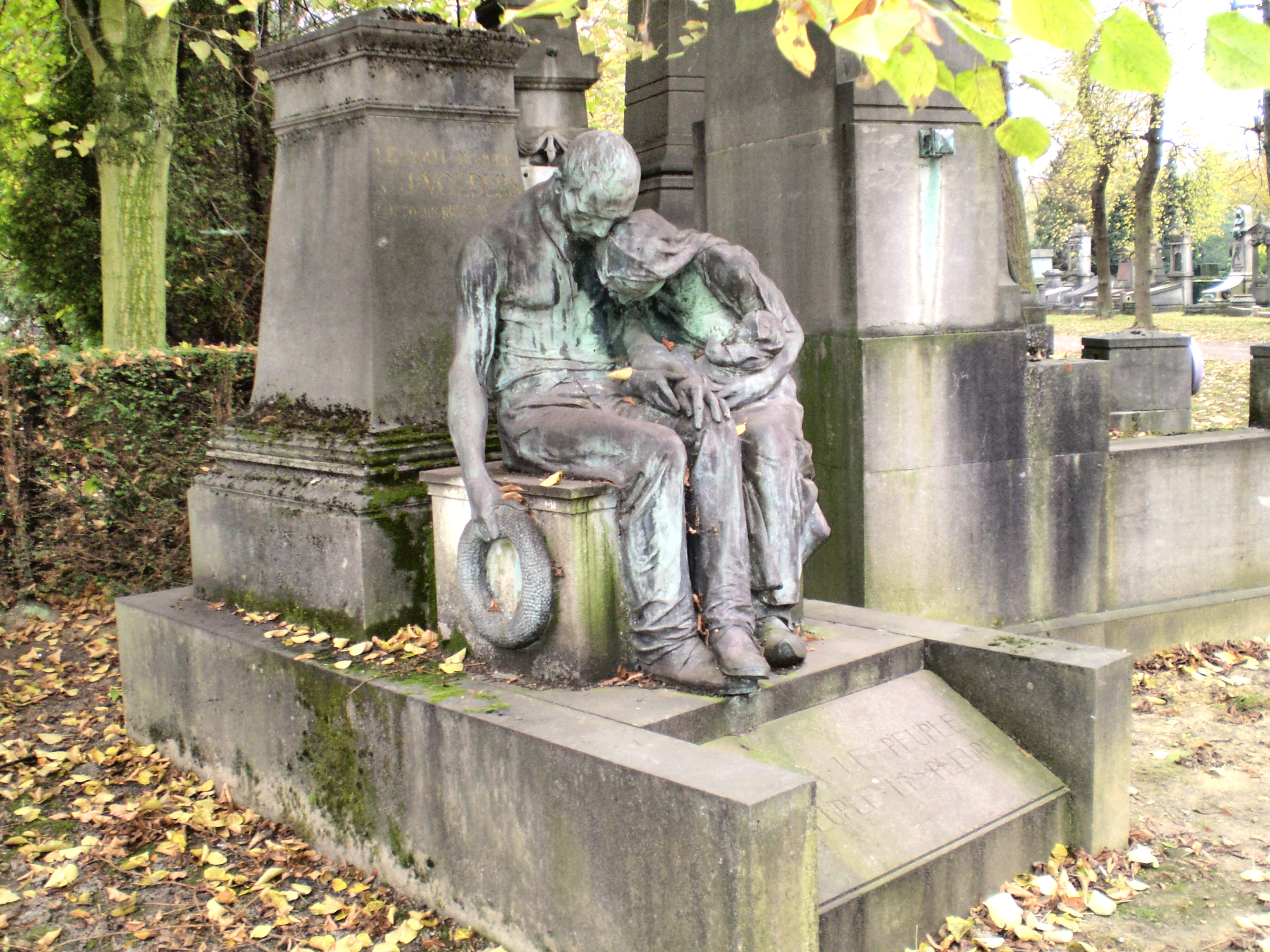
Jean Volders gravvård i Bryssel.

Jean Volders, född 1855 i Bryssel, död 1896 i Schaerbeek, var en belgisk politiker. 
Volders var son till en snickare och blev först skollärare, sedan banktjänsteman, 1882 tidningsman och 1884 huvudredaktör för den från borgerlig radikalism till socialism övergångna tidningen "National Belge". 
Volders verkade energiskt för bildandet av arbetarföreningar och skapade 1885 på en kongress i Bryssel Belgiska Arbetarepartiet. På en kongress i Antwerpen samma år antog partiet ett av honom föreslaget socialistiskt program, och han blev huvudredaktör för partiorganet "Le Peuple". 
Volders ledde 1893 partiets framgångsrika påtryckning för författningsrevision och rösträttsreform. Han organiserade även de första majdemonstrationerna i Belgien för åttatimmarsdagen samt intog en framskjuten plats på internationella socialistkongresserna i Bryssel 1891 och Zürich 1893.